# Zoravar Andranik (metropolitana di Erevan)
La stazione di Zoravar Andranik (in armeno Զորավար Անդրանիկ?; in russo Зоравара Андраника?, Zoravara Andranika) è una stazione della metropolitana di Erevan.

## Storia
Nonostante la linea fosse entrata in servizio l'8 marzo 1981, la stazione entrò in servizio solo il 2 dicembre 1989.
Inizialmente era denominata "Hoktemberyan" (in russo Октябрьская?, Oktjabr'skaja); assunse il nome attuale nel 1992.